# Succession écologique

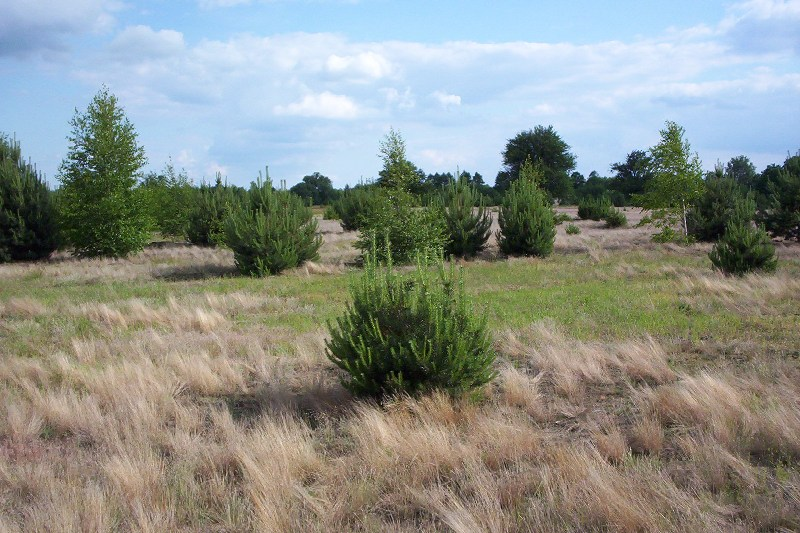
La recolonisation d'un milieu perturbé passe par différents stades, du stade pionnier au stade théorique du climax. Ici, le boisement par des essences pionnières commence à gagner sur la strate herbacée.

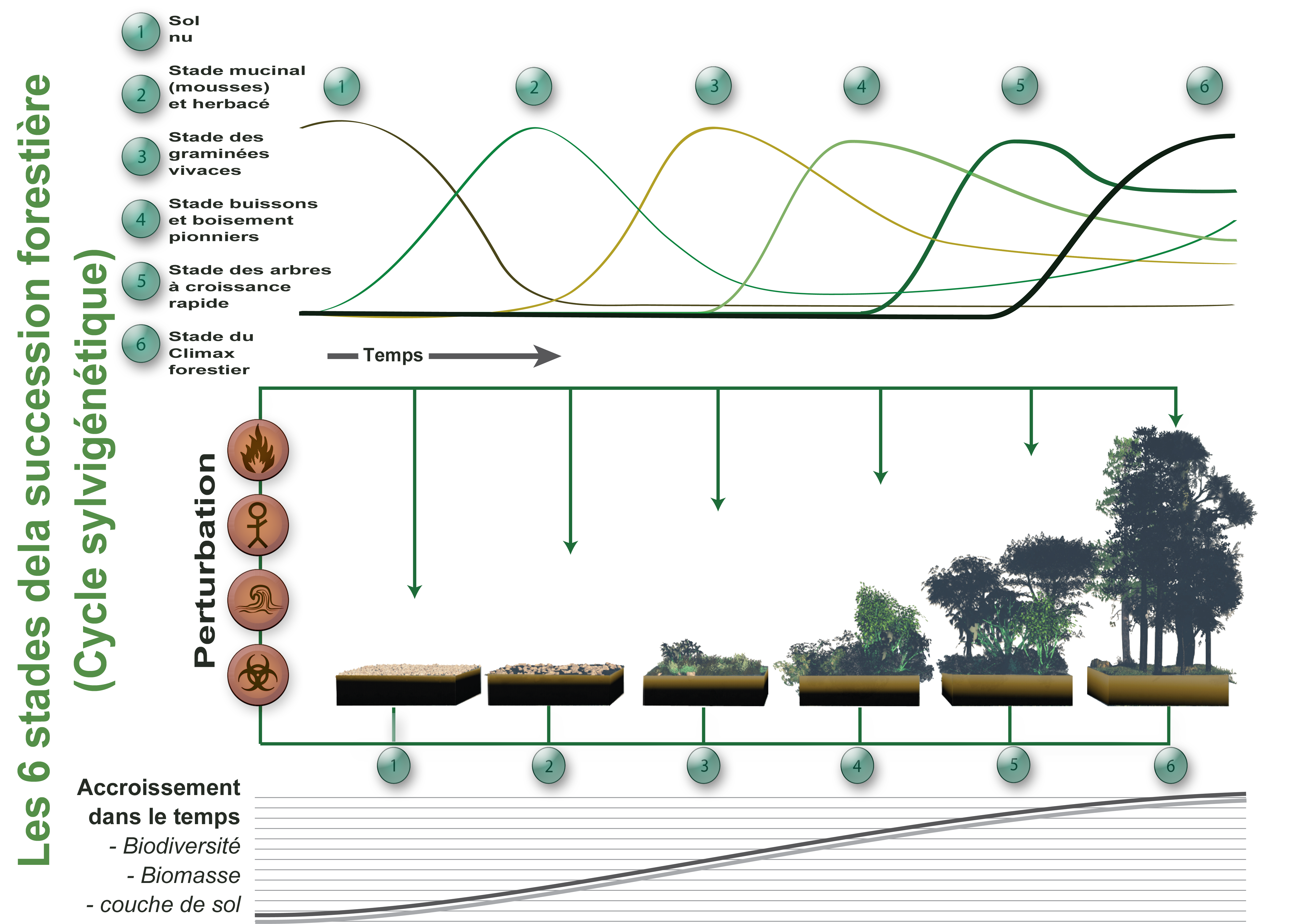
Cycle sylvogénétique résumé en six étapes, avec représentation des séquences propres aux six stades.
Après un certain temps survient une perturbation qui fait reprendre le "cycle" à son début (ou à un stade intermédiaire si la perturbation est peu importante).
Dans le bas de l'image est représentée l'accroissement de biomasse (sur pied et dans le sol, animale, végétale et fongique..) de biodiversité et d'épaisseur de sol (qui a une importance en termes de puits de carbone). Au fur et à mesure de cette succession, les communautés végétales (et les communautés microbiennes, fongiques et animales qui leur sont associées évoluent) en se remplaçant les unes les autres.

La succession écologique est le processus naturel d'évolution et de développement d'un écosystème en une succession de stades : de la recolonisation initiale à un stade théorique dit climacique. Suivant le type de perturbation écologique ayant entrainé la formation d'un néosol, on peut distinguer la succession primaire de la succession secondaire[réf. souhaitée].
La succession écologique est donc l'ensemble théorique des étapes décrivant — dans le temps et l'espace — un cycle évolutif théorique et complet au sein d'un espace écologique donné. Conséquence évolutive de la compétition, la succession s'apprécie du point de vue de l'écologie du milieu et donc, de manière systémique, en termes d'espèces mais aussi de structure d'occupation de l'espace. Ce cycle correspond aussi à une succession d'habitats et de communautés vivantes (biocénose).
Une sère est un des stades successionnels donnés d'une série de communautés végétales ou animales.

## Modèles pour expliquer les successions écologiques
Les botanistes danois Bülow Warming et américain Henry Chandler Cowles développent les modèles de successions végétales dans leur pays respectif. Le biogéographe Henri Gaussen est à l'origine en France de la notion de successions de la végétation, fondatrice de la phytogéographie.
Plusieurs modèles sont proposés pour expliquer la succession des espèces dans le processus de colonisation : modèle de la facilitation (création d’un sol ou rétention d'un sol plus épais, protection contre le vent, changement de température, d'ombrage) ; modèle de tolérance (les premiers colonisateurs n'ont ni effet positif ni effet négatif sur l'arrivée des suivants, par exemple des plantes tolérant à l'ombre qui, plus compétitives, éliminent les premiers stades) ; modèle d'inhibition (antériorité de l'espèce compétitive qui empêche le développement d'espèces héliophiles ou plus exigeantes, effet Janzen–Connell). L'effet Janzen–Connell propose que certaines niches sont délimitées par des rétroactions négatives dans lesquelles des plants adultes, via des interactions intraspécifiques (leur cortège de pathogènes), inhibent le développement de jeunes plants de la même espèce à proximité d'eux. De plus, le développement des pathogènes entraîne un déclin de vigueur des plants adultes qui sont progressivement remplacés par une autre espèce compétitive qui n'a pas les mêmes pathogènes,. « D'une manière générale, les espèces transitoires des successions écologiques seraient frappées de rétrocontrôles négatifs, favorisant ainsi l'arrivée d'autres espèces. À l'opposé, les espèces se développant en fin de succession favoriseraient le développement d'un réseau mycorhizien qui leur serait essentiellement bénéfique. »

## Succession autogénique

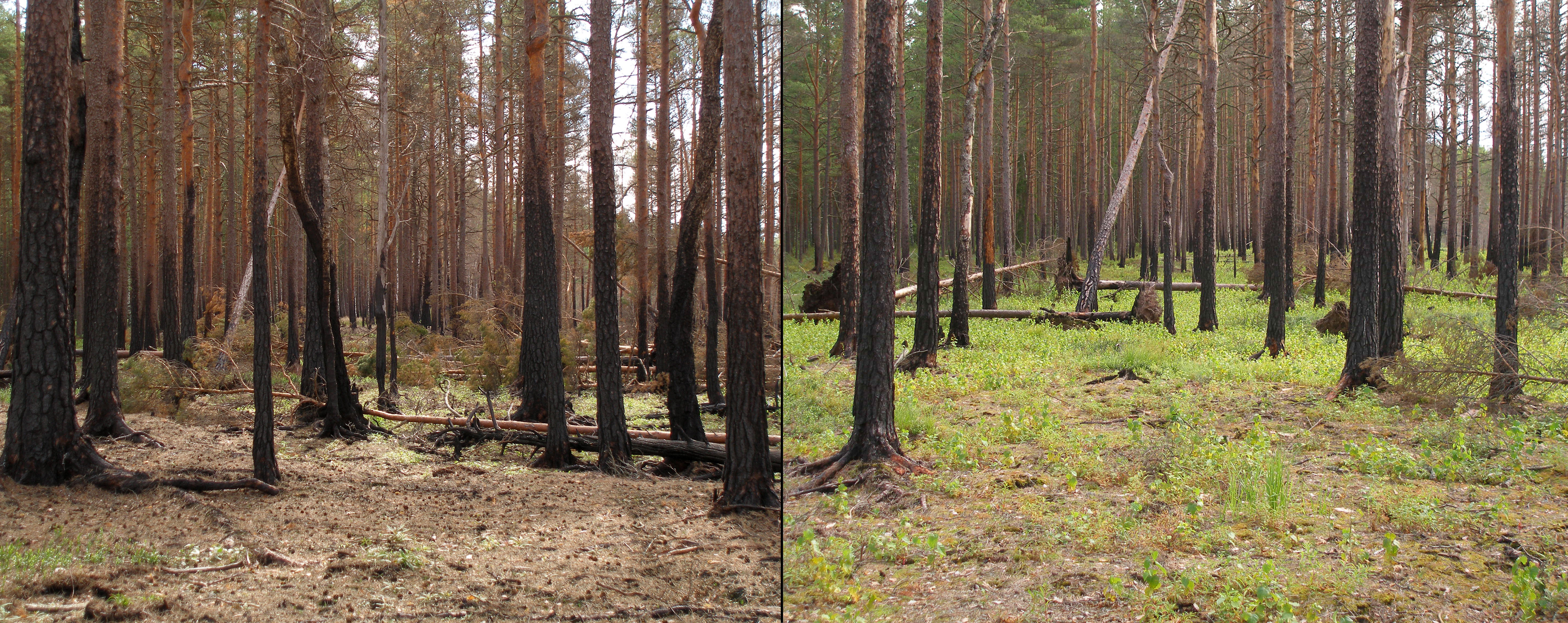
La résilience écologique repose sur la succession de stades de « cicatrisation écologique » qui suivent une perturbation : ici, évolution de la strate herbacée d'une forêt boréale un (à gauche) et deux ans (à droite) après un incendie de forêt.

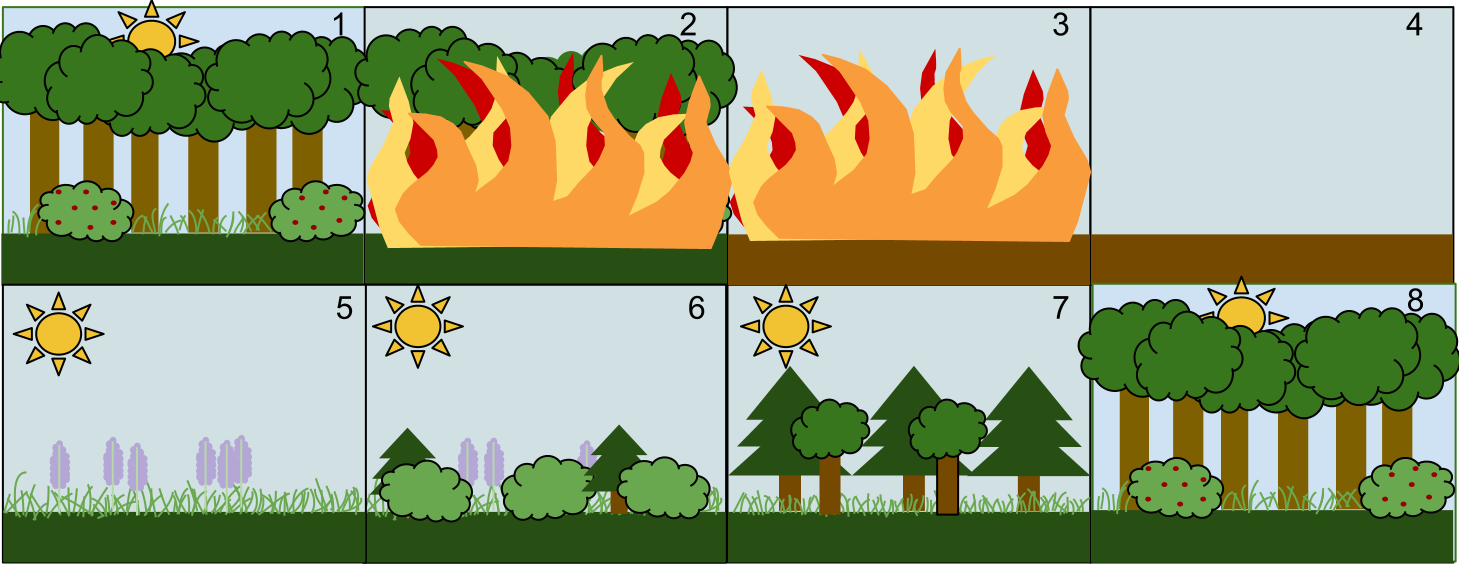
À la suite d'une perturbation de type incendie : 1. Stade théorique de la forêt décidue climacique 2. perturbation par le feu. 3. Le feu détruit la forêt jusqu'au niveau du sol 4. L'incendie a fait un vide, mais sans détruire le sol ni une partie du stock de graines. Le vent, l'eau ou les animaux apportent semences et propagules. 5. Des graminées et d'autres plantes herbacées repoussent d'abord (espèces pionnières). Des petits buissons et jeunes arbres commencent à recoloniser la zone 7. Croissance rapide de conifères, et croissance lente de feuillus tolérant l'ombre dans les sous-étages. 8 Disparition des espèces éphémères intolérantes à l'ombre au fur et à mesure que les grands arbres à feuilles persistantes ou caduques "densifient" la canopée. L'écosystème est maintenant revenu à un état semblable à celui où il a commencé, jusqu'à la prochaine perturbation

Ce sont des successions uniquement liées aux interactions entre les organismes sans influence extérieure. C'est un processus biotique.

### Succession autogénique primaire
Une succession autogénique primaire est caractérisée par l'établissement de la vie végétale sur un substrat vierge tel qu'une coulée de lave, un sol décapé, des éboulis récents mais aussi un mur en pierre. Les premiers organismes (bactéries, champignons, microflore et microfaune, végétation simple) à s'établir sur un terrain neuf sont alors qualifiées d'espèces pionnières ou de communautés pionnières. Il peut s'agir d'espèces symbiotiques telles que les lichens.

### Succession autogénique secondaire
Par opposition, le deuxième type de succession écologique appelé succession autogénique secondaire est caractérisé par l'établissement d'espèces végétales de plus en plus complexes, dans un biotope ayant déjà accueilli la vie mais ayant subi une perturbation écologique telle qu'une inondation qui a affecté l'écosystème mais sans l'éliminer entièrement.
Dans les successions végétales, la construction progressive de l'écosystème débute typiquement par une strate herbacée de plantes annuelles, puis de vivaces. Elles modifient le milieu et le préparent pour accueillir la strate buissonnante (buissons, formation végétale constituée essentiellement des arbrisseaux et sous-arbrisseaux), la strate arbustive (arbustes et jeunes arbres) et enfin la strate arborée, chacune de ces strates intégrant les précédentes et remaniant les contraintes, notamment microclimatiques.
« Les traits caractéristiques des espèces de début de succession sont par exemple un taux de croissance rapide, une hiérarchie faible du système ramifié, une durée de vie courte, une petite taille à l’âge adulte, une production importante de graines de petite taille, pouvant se disperser à des distances considérables grâce au vent ou aux petits animaux, leur conférant des avantages compétitifs dans les milieux ouverts (voir Huston et Smith, 1987 pour revue détaillée ; Diaz et al., 2016). Les plantes des stades plus avancés de la succession ont des comportements caractérisés par des traits tels qu’un taux de croissance lent, une forte hiérarchie du système ramifié, une durée de vie longue, une grande taille (en) à l’âge adulte, une faible production de grosses graines se dispersant sur de courtes distances grâce à la gravité ou à des animaux de grande taille (mammifères), leur conférant un avantage dans les milieux fermés (voir Hutson et Smith, 1987 pour revue détaillée ; Diaz et al., 2016). Ces combinaisons de traits covarient avec les formes de croissance des plantes : plutôt herbacées, annuelles ou pérennes en début de succession, puis progressivement lianescentes, arbustives et arborées en fin de succession (Clements, 1916 ; Horn, 1974 ; Whittaker, 1975 ; Küppers, 1989). »

## Succession allogénique
Ce sont des successions qui ne sont pas liées aux relations entre les organismes mais à des facteurs externes (incendie, homme, cataclysme, pollution).

### Série régressive
On passe généralement d’un climax à un système simplifié : la simplification est d’autant plus importante que la perturbation est forte.

### Succession secondaire
La série peut amener à un dysclimax : à la suite de la perturbation, l’écosystème est dans l’incapacité de récréer le climax d’origine ; il y a alors formation d’un climax moins complexe.

## Succession cyclique
Les successions cycliques sont relativement rares. Dans une telle succession, quelle que soit la perturbation il y a retour au climax et non à un dysclimax. L'exemple typique est les landes bretonnes avec les incendies : l'incendie fait disparaître la  lande mésophile arborée, on a un sol nu puis un groupement pionnier muscino-lichenique suivi d'une pelouse ouverte, vient ensuite une pelouse fermée ou lande pionnière puis une lande mésophile moyenne, à laquelle succède une lande mésophile à ajoncs puis enfin un retour à la lande mésophile.

## Processus complexe
La succession est caractérisée par une série d'étapes mais aussi en fond par des processus constants de recyclage de la nécromasse par les espèces nécrophages, détritivores et saproxylophages. Certains auteurs estiment que nombre de ces processus sont mis en péril par les activités humaines avec par exemple l'élimination de l'environnement terrestre :
- de la matière organique et de l'humus au profit de sols de plus en plus minéraux, dégradés et instables ;
- des embâcles naturels ;
- des cadavres de la grande faune (privant la faune nécrophage d'une grande partie de sa nourriture et l'empêchant de redistribuer les sels minéraux et nutriments qu'ils y récupéraient autrefois) ;
- de l'équivalent pour le monde végétal des cadavres de grands mammifères : les gros et très gros bois-morts.

## Processus itératif
Si ce processus peut être théoriquement décrit à une échelle locale comme un processus régulier, il est dans la réalité régulièrement interrompu par différents aléas (perturbations anthropiques et/ou naturelles du milieu). Il est donc itératif.
Ceci explique qu'aux échelles paysagères ou supérieures, dans un même milieu (forestier par exemple), divers habitats naturels (ou semi-naturels) et stades écologiques coexistent, généralement dans une structure « en mosaïque » à divers stades d'évolution du cycle (sylvigénétique dans le cas de la forêt), ce qui explique la coexistence de strates écologiques variées, dans laquelle se côtoient des espèces caractéristiques des différents stades de la succession évoluant à différents stades de maturité. Selon l'ensemble de leurs stratégies adaptatives, les essences sont classées en trois catégories : essences pionnières au stade pionnier, post-pionnières au stade transitoire et dryades au stade terminal ou optimal. Les nomades ou espèces opportunistes issues des deux derniers types, peuvent s'installer directement en phase pionnière dans certaines conditions (stratégie de tolérance).

## Importance et utilité de la notion de «succession»
Le processus est évolutif, et consiste en une série d'étapes devant se succéder chronologiquement dans un ordre fonctionnellement contraint.
Lorsque l'Homme imite les processus de résilience écologique en voulant les hâter (reboisement accéléré ou reforestation par plantation ou régénération naturelle, génie écologique, génie végétal, etc.), l'omission d'une seule étape peut empêcher le bon déroulement des étapes ultérieures. En particulier le stade pionnier a une grande importance pour la restauration ou apparition du sol et de l'ancrage des végétaux, la capacité du milieu à stocker l'eau, etc.

### Substitution espace-temps

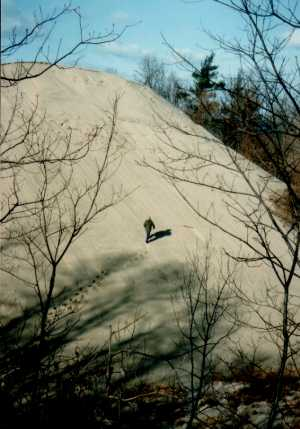
Exemple des Indiana Dunes près des berges du Lac Michigan qui ont donné à H.C. Cowles l'idée de sa théorie de la succession écologique.

La « substitution espace-temps » (Space-for-time substitution ou SFTS) ou « approche par chronoséquence », est une méthode intuitive utilisée en en écologie du paysage, consistant à inférer des dynamiques temporelles à partir de variations spatiales. Elle est basée sur l'hypothèse que les différences observées entre sites d'âges ou de conditions climatiques différents peuvent être interprétées comme des étapes successives d'un processus écologique temporel. 
Cette approche a pour origine les travaux pionniers de Henry Chandler Cowles, le botaniste et écologue américain qui étudia entre 1899 et 1910 la végétation d'une série de dunes de sable situées le long des rives du lac Michigan : Cowles a observé que le gradient et le type de végétation variait en fonction de l'âge des dunes : les plus jeunes (les plus proches du rivage) étaient nues puis colonisées par des espèces pionnières comme les graminées, alors que les plus anciennes abritaient une forêt ancienne. 
Plutôt que d'attendre des décennies pour observer la succession écologique sur une seule et même dune, Cowles a comparé les différentes dunes comme s'il s'agissait de différentes étapes d'un même processus temporel. Il a ainsi utilisé la variation spatiale (la position des dunes dans l'espace) pour inférer une dynamique temporelle (l'évolution de la végétation au fil du temps) ; cette approche est dites "par substitution espace-temps" ou "par chronoséquence". Inspiré par les recherches d'Eugen Warming sur les dunes danoises, Cowles a postulé que ces différences reflétaient une succession écologique, c'est-à-dire une série ordonnée (succession) de changements dans la composition des communautés végétales. 
Il introduisit ainsi les notions de succession primaire et de "sere", une séquence répétable de communautés spécifiques à un contexte environnemental donné,. 
Cette méthode a été, durant des décennies, couramment utilisée par l'écologie dynamique, pour tenter de prévoir au mieux des changements écologiques sans avoir à attendre leur déroulement dans le temps réel. Elle est notamment souvent utilisée en écologie du changement climatique pour imaginer ou prédire les changements écopaysagers induits par les futurs du climat en extrapolant les réponses écologiques observées le long de gradients spatiaux. 
Toutefois, bien que pratique en théorie, la méthode de la « substitution espace-temps » a des limites conceptuelles : elle présuppose une équivalence, trop simplificatrice, entre variation spatiale et changement temporel, une équivalence qui peut ne pas exister dans des environnements non stationnaires et/ou soumis à des rapides ou d'une ampleur inhabituelle, notamment dans le cadre du dérèglement climatique. Pour tester cette méthode, des chercheurs ont par exemple utilisé un vaste réseau de séries de cernes de croissance de Pin ponderosa, récoltées à travers toute son aire de répartition. Ces cernes permettent de retracer comment les arbres ont - depuis 1980 - réagi aux variations climatiques dans le temps, année après année. Dans ce cas les chercheurs ont testé les prédictions basées sur Substitution espace-temps, c'est-à-dire sur les différences spatiales de climat : elles se sont montrées fausses (tant pour leur intensité que pour direction), alors que les "prédictions" basées sur les variations temporelles du climat local correspondaient bien aux réactions réelles des arbres depuis 1980. 
Les réponses écologiques peuvent différer selon qu'elles sont observées dans l'espace ou dans le temps, et cette divergence peut fausser les prédictions d'effets du changement climatique. Une étude antérieure, sur le sapin de Douglas (Pseudotsuga menziesii), une espèce qui occupe un vaste gradient environnemental en Amérique du Nord, avait conduit aux mêmes conclusions :  La réponse des cernes à la variation spatiale de température était de signe opposé à celle observée dans la variation temporelle, indiquant que la productivité spatiale, influencée par l’adaptation locale et d’autres processus lents, ne permet pas de prédire les changements de productivité induits par un changement climatique rapide. Par conséquent, seules les sensibilités climatiques peuvent être utilisées pour projeter la croissance future. Les projections indiquent un déclin généralisé de la croissance du sapin de Douglas, particulièrement marqué dans l’Ouest intérieur semi-aride des États-Unis, et plus modéré dans le Nord-Ouest Pacifique. Cette étude souligne l’intérêt des modèles à effets mixtes pour revitaliser le modèle agrégé de croissance de Cook (1987), pilier conceptuel de la dendroécologie, et le potentiel des réseaux de cernes d’arbres comme cibles de calibration pour les modèles de végétation de nouvelle génération.
Le principe de « substitution espace-temps » tend à négliger les interactions biotiques, les limitations de dispersion (exacerbées par la fragmentation écopaysagère), les dynamiques démographiques et les processus évolutifs qui façonnent les réponses écologiques sur le long terme. 
Les organismes peuvent réagir différemment à une variation climatique selon qu'elle se manifeste dans l'espace ou dans le temps. Cette divergence peut entraîner des erreurs non seulement dans l'estimation de l'ampleur des effets, mais aussi dans leur direction. Elle peut aussi conduire à des surestimations de l'adaptation ou de la maladaptation des espèces, comme cela a été observé dans certaines études sur la croissance des arbres. Pour pallier ces limites, les chercheurs recommandent l'utilisation de données longitudinales, le développement de modèles mécanistes intégrant les processus écologiques sous-jacents, et une meilleure prise en compte des dynamiques évolutives et démographiques pour améliorer la fiabilité de la méthode.

## Gestion des espaces naturels
La majorité des habitats naturels est vouée à évoluer naturellement vers le boisement s'ils ne sont pas contraints par un usage (agriculture, dépendances vertes…) et une valorisation humaine. En effet, la succession végétale conduit généralement à une fermeture des milieux, c'est-à-dire la colonisation progressive des milieux ouverts dominés par la strate herbacée par des espèces végétales arbustives puis arborescentes. Des habitats ouverts et espèces associées peuvent être amenés à disparaître au fil des années et des changements de conditions (facteurs abiotiques et biotiques). Beaucoup d'élus ruraux, agriculteurs, aménageurs et gestionnaires de la biodiversité condamnent cette fermeture des milieux. « Dès lors, tous les outils sont bons pour dégager les moyens financiers nécessaire à l'entretien des espaces ouverts protégés contre la dynamique spontanée : programme Life, Fonds européen agricole pour le développement rural (Feader), Fonds européen de développement régional (Feder), contrat Natura 2000, mesures agri-environnementales, aides des collectivités territoriales, notamment au travers de la politique des espaces naturels sensibles ou des réserves naturelles régionales ».